# Новощербаки
Новощербаки (рос. Новощербаки) — присілок у Здвінському районі Новосибірської області Російської Федерації.
Входить до складу муніципального утворення Рощінська сільрада. Населення становить 204 особи (2010).

## Історія
Згідно із законом від 2 червня 2004 року органом місцевого самоврядування є Рощінська сільрада.

## Населення
| 2002 | 2007 | 2010 |
| ---- | ---- | ---- |
| 225  | ↘191 | ↗204 |